# 이사부해산
이사부해산(Isabu Tablemount)은 독도 남동방 약42km지점에 있는 해산이다. 독도를 포함한 우산국을 개척한 이사부의 이름을 따왔다.

## 해양지명
수로업무법 제33조의4 제1항의 규정에 의거 해양지명위원회에서 심의·결정한 해양지명은 다음과 같다.
- 제정 해양지명 : 이사부해산
- 대표위치(WGS-84) : 37-10N 132-20E
- 범위 : 독도 남동방 약42km지점에 위치한 평정해산으로 정상부의 대표수심은 136m임.

## 같이 보기
- 심흥택해산